# Мануел Пинто да Коста
Мануел Пинто да Коста (порт. Manuel Pinto da Costa; Агва Гранде, 5. август 1937) је економиста који је био председник Сао Томе и Принципе од проглашења независности 1975. до 1991. године. Направио је једнопартијски социјалистички систем под владавином MLSTP. Неуспешан је био на демократским председничким изборима 1996. године. (48% гласова) и 2001. (39%). Ипак победио је на председничким изборима 2011. године као независни кандидат притом победивши кандидата владајуће странке IDA (кандидат MLSTP чији је да Коста био члан до 2011. је освојио шесто место).
На ванредном конгресу своје партије 1998. године, Мануел Пинто да Коста је изабран као неопозиви председник партије, што је и био до фебруара 2005. када га је наследио Гуљерме Позер да Коста.